# Макарьово
Макарьово — село у Мукачівській міській громаді Мукачівського району Закарпатської області України.

## Назва
У 1995 р. назву села Макарове було змінено на сучасну.

## Історія
Історія села починається ще в ті часи, коли за Карпатські гори, прийшли перші слов'янські поселенці освоювати землі, що позаростали густими лісами. Працьовиті люди вирубували ліси, викорчовували пні, з'явилися родючі поля, сади, виноградники.
Перша згадка про село Макарьово в історичних документах датується 1393 роком.
У середині ХІХ століття (1848) громада селища мала свою символіку — печатку з зображенням чотирьох ялинових дерев, що стоять на горі (опис печатки зберігся в матеріалах відомого закарпатського краєзнавця ХІХ століття Т.Легоцького).
Церква Покрови пр. богородиці. 1881.
Це одна з найдавніших парохій, яку згадують у XIV ст. як власність князя Федора Корятовича. Пізніше село належало родичам Корятовича — родинам Долгої та Госумезеї і під час їхнього хазяйнування було досить заможним і мало аж дві церкви: руську дерев'яну з двором і кладовищем і римо-католицьку. У 1748 р. церква була філією Барсова, а в 1750-х роках — знову самостійною парохією. Тоді церква згоріла, але в 1755 р. і церкву і фару відбудували. У 1778 р. філії з дерев'яними церквами були в Барбові і Пістрялові. У 1797 р. згадують дерев'яну церкву на кам'яному фундаменті. Теперішню типову муровану церкву збудували за священика о. Івана Лавришина, а під фару віддали будівлю колишньої корчми. Біля церкви стоїть кам'яний хрест 1904 p., цікавий тим, що на ньому збереглося ім'я майстра — Василя Погоріляка з Вишнього Шарду. Парохіяльні книги велися з 1813 р. Старий іконостас вдало оновлено. Люстру купив у 1935 році Михайло Плеша.
Біля церкви стоїть типова дерев'яна каркасна дзвіниця з трьома дзвонами. Великий дзвін з 1922 р. та менший — з 1923 вилиті Ф. Еґрі. Цікавим є найменший дзвін, відлитий у Пряшеві в 1791 р. за священика Івана Чопея.
Місцевий парох Андрій Шереґі був арештований і помер за невідомих обставин у ужгородській тюрмі в 1950 р.
З 1992 р. церква знову греко-католицька. Парохом служить о. Томаш Грабар.

## Населення
Згідно з переписом УРСР 1989 року чисельність наявного населення села становила 1899 осіб, з яких 903 чоловіки та 996 жінок.
За переписом населення України 2001 року в селі мешкали 1753 особи.

### Мова
Розподіл населення за рідною мовою за даними перепису 2001 року:
| Мова       | Відсоток |
| ---------- | -------- |
| українська | 98,23 %  |
| російська  | 1,03 %   |
| угорська   | 0,34 %   |
| німецька   | 0,29 %   |
| білоруська | 0,06 %   |

## Легенда
Недалеко від Мукачева був маєток багатого угорського феодала, який мав величезні пасовища і великі стада худоби. Пастухом у нього був українець Макар, що прийшов аж з берегів Дніпра. Одного разу, коли Макар пригнав худобу, хазяїн недолічив одного коня, який сконав від старості. Хазяїн так побив Макара, що той ледве вижив. Пастух зненавидів пана і втік від нього. Він оселився в лісі, збудував собі землянку, ходив на полювання. Згодом до нього почалися приєднувати інші втікачі. Згодом виросло ціле село, назване на честь пастуха — Макарьово.
Було це близько чотирьохсот років тому. За цей час село переміщувалось з одного місця на інше, і, зрештою, розташувалось на узгір'ї біля невеличкого струмка Бабичка.

## Археологія
В урочищі Бреус в 1948 році знайдено бронзовий скарб з 18 предметів. На південь від села, ліворуч дороги Макарьово — Нове Село, в урочищі Романовець — курганна група з семи курганів (заповіник Мукачівського лісництва).

## Туристичні місця
- храм Покрови пр. богородиці. 1881.
- В урочищі Бреус в 1948 році знайдено бронзовий скарб з 18 предметів.
- На південь від села, ліворуч дороги Макарьово — Нове Село, в урочищі Романовець — курганна група з семи курганів (заповіник Мукачівського лісництва).
- пам'ятник Невідомому солдату.

## Відомі люди
- Олександр Аккерман (1951) — український художник єврейського походження.
- Зийнич Марія Юріївна (нар. 1959) — українська майстриня художнього ткацтва.